# Suchotraw
Suchotraw (Sclerochloa) – rodzaj roślin z rodziny wiechlinowatych (Poaceae). Należą tu trzy gatunki występujące na obszarze od południowej Europy do zachodniej Azji. W Polsce występuje jeden gatunek introdukowany – suchotraw twardy S. dura.

## Systematyka
Pozycja systematyczna
Rodzaj należący do rodziny wiechlinowatych (Poaceae). W obrębie rodziny należy do podrodziny wiechlinowych (Pooideae), plemienia Poeae, podplemienia Puccinelliinae.
Wykaz gatunków
- Sclerochloa dura (L.) P.Beauv. – suchotraw twardy
- Sclerochloa kengiana (Ohwi) Tzvelev
- Sclerochloa woronowii (Hack.) Tzvelev